# János Brenner
János Brenner (Szombathely, 27 dicembre 1931 – Rábakethely, 15 dicembre 1957) è stato un presbitero ungherese.
Ucciso a Rábakethely durante le persecuzioni antireligiose del regime comunista, è riconosciuto come martire dalla Chiesa cattolica.
Il 1º maggio 2018 è stato beatificato da papa Francesco.

## Biografia
János Brenner, nato a Szombathely il 27 dicembre 1931, studiò a Pécs nel ginnasio dei Cistercensi e, dal 1946, nel liceo tenuto dai Premostratensi nella sua città. Dopo il diploma, fu ammesso come novizio presso di loro, con il nome di fra Anastasio. Tuttavia, lo scioglimento imposto agli ordini religiosi comportò che il giovane terminasse gli studi teologici dapprima come studente civile, poi come seminarista della diocesi di Szombathely. Ordinato sacerdote il 19 giugno 1955, fu vicario parrocchiale a Rábakethely, dedicandosi particolarmente ai giovani.
Dopo la rivolta del 1956, la Chiesa cattolica fu vista ancora di più come nemica da parte del governo comunista.
Le autorità del regime ebbero dei sospetti su di lui, credendolo un oppositore, anche se inizialmente non gli imputeranno condanne significative.
Tuttavia l'azione pastorale di don János diventò ben presto un vero e proprio ostacolo. Il suo vescovo, allora, gli prospettò un trasferimento per ragioni di sicurezza, ma lui rispose di fidarsi pienamente di Dio.
La notte del 15 dicembre 1957 fu chiamato d'urgenza per portare gli ultimi Sacramenti a un moribondo: mentre attraversava il sentiero che separava il suo villaggio da quello di Zsida, fu aggredito e ucciso a coltellate. Fu trovato morto con 32 ferite; nella mano sinistra, teneva stretta la teca con l'Eucaristia.

## Culto
Nel 2001 ebbe inizio il processo di beatificazione.
L'8 novembre 2017, papa Francesco ne ha riconosciuto il martirio, aprendo, di fatto, la strada alla beatificazione, che è stata celebrata il 1º maggio 2018, a Szombathely.